# Probles lucidus
Probles lucidus là một loài tò vò trong họ Ichneumonidae.